# ボーエン (イリノイ州)
ボーエン（Bowen）は、アメリカ合衆国のイリノイ州ハンコック郡にある村である。イリノイ州の西に位置する。2000年の調査で人口は535人。